# Stephen Pichon
 (juin 2025).
Si vous disposez d'ouvrages ou d'articles de référence ou si vous connaissez des sites web de qualité traitant du thème abordé ici, merci de compléter l'article en donnant les références utiles à sa vérifiabilité et en les liant à la section « Notes et références ».
Pour les articles homonymes, voir Pichon.
Stephen Pichon, né le 10 août 1857 à Arnay-le-Duc (Côte-d'Or) et mort le 18 septembre 1933 à Vers-en-Montagne (Jura), est un homme politique, journaliste et diplomate français, qui fut notamment ministre des Affaires étrangères sous plusieurs gouvernements de la Troisième République entre 1906 et 1920.
Proche de Clemenceau, il fonde avec lui le journal La Justice en 1880, et collabore au Petit Journal, dont il devient directeur en 1915.
Brillant orateur, membre du Parti républicain, radical et radical-socialiste, il est élu député entre 1885 et 1893, puis sénateur entre 1894 et 1906, avant de mener une carrière diplomatique en tant que Ministre plénipotentiaire de France à Port-au-Prince (1894), à Rio de Janeiro (1895) et à Pékin (1897) au moment de la révolte des Boxers, puis en tant que résident général de France en Tunisie de 1901 à 1906.
Ministre des Affaires étrangères à plusieurs reprises entre 1906 et 1920, notamment dans le second gouvernement Clemenceau (de novembre 1917 à janvier 1920), il est l’un des principaux artisans des négociations lors de la conférence de paix de Paris qui aboutira à la signature du traité de Versailles en juin 1919.
Retiré de la vie politique en 1924, il meurt en 1933, à l'âge de 76 ans.

## Mandats et fonctions
D'abord membre de l'Alliance socialiste républicaine, Stephen Pichon évolua ensuite au sein du groupe radical puis du Parti républicain, radical et radical-socialiste.
- Conseiller municipal du XIIIe arrondissement de Paris pour le quartier de la Salpêtrière de 1883 à 1885 ;
- Député de la 2e circonscription de la Seine (XIVe arrondissement de Paris) de 1885 à 1893 ;
- Ministre plénipotentiaire de France à Port-au-Prince (1894), à Rio de Janeiro (1895) et à Pékin (1897) au moment de la révolte des Boxers durant l'été 1900 ;
- Résident général de France en Tunisie de 1901 à 1906 ;
- Sénateur du Jura de 1906 à 1924 ;
- Président du Conseil général du Jura le 16 avril 1917 ;
- Ministre des Affaires étrangères du 25 octobre 1906 au 20 juillet 1909 (Georges Clemenceau I), du 24 juillet 1909 au 27 février 1911 (Aristide Briand I et II), du 22 mars 1913 au 9 décembre 1913 (Louis Barthou) et du 16 novembre 1917 au 20 janvier 1920 (Georges Clemenceau II).

## Biographie

### Jeunesse
Né le 10 août 1857 à Arnay-le-Duc (Côte-d'Or), où son père, Jean-Étienne Pichon (né à Retournac) était nommé receveur des contributions directes, Stephen Jean Marie Pichon fit de brillantes études au lycée de Besançon. Il affirma dès l'adolescence de solides convictions républicaines en refusant de recevoir des mains du Duc d'Aumale, fils de Louis-Philippe, un prix de philosophie, et se prépara à l’École normale supérieure.
En 1878, à 21 ans, indigné par la révocation arbitraire de deux officiers pour motifs politiques, il écrit une lettre à Jules Viette, député du Doubs, qui l'invite à Paris et le présente à Georges Clemenceau, alors âgé de 37 ans. C'est le début d'une longue amitié, Clemenceau étant par ailleurs témoin de son mariage avec Sophie Marguerite Verdier en 1886.
Installé à Paris, il ne tarde pas à s'occuper très activement de politique, d'abord dans les cercles et les réunions d'étudiants, puis dans la presse républicaine de la nuance la plus avancée.

### Journalisme et débuts politiques
Collaborateur de la Commune affranchie en 1878, puis de la Révolution française, journal fondé par Sigismond Lacroix, il fut avec Clemenceau en 1880, un des fondateurs de La Justice, où ses chroniques parlementaires et ses articles de fond furent remarqués. Il collabora également au Petit Journal, dont il deviendra directeur en 1915.
Encouragé par son mentor, il se lance dans la politique. Élu conseiller municipal de Paris pour le quartier de la Salpêtrière en 1883, puis conseiller général de la Seine en 1884, il combattit avec talent la politique opportuniste et se révéla excellent orateur. Il est alors désigné, aux élections législatives de 1885, comme un des principaux candidats du parti républicain radical dans le département de la Seine.

### Député radical-socialiste

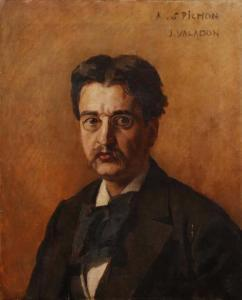
Portrait de Stephen Pichon par Jules Valadon. Huile sur toile,, exposé à la galerie Georges Petit en 1893.

Élu député en 1885, il siège à l’extrême gauche, aux côtés de Clemenceau. Comme beaucoup d'hommes politiques de l'époque, Stephen Pichon est franc-maçon et anticlérical. Ses interventions en faveur de la séparation de l’Église et de l’État, et pour la suppression du budget des cultes sont particulièrement remarquées. Il prit aussi une part énergique à la campagne antiboulangiste, fut l’auteur de la proposition adoptée par les Chambres, en vertu de laquelle les candidatures multiples furent interdites pour les élections législatives de 1889, et se prononça pour les poursuites contre le général Boulanger.
Réélu député en 1889, inscrit au groupe radical, il est nommé secrétaire de la commission du Budget au nom de laquelle il rapporte le budget des affaires étrangères. Son anticléricalisme se manifeste par la réduction des crédits affectés à l'ambassade du Vatican en 1890, le dépôt d'une proposition de loi sur la séparation des Églises et de l’État, et par un discours contre les congrégations religieuses en 1892.
Au cours de la célèbre séance du 20 décembre 1892, lorsque Paul Déroulède attaqua vivement Clemenceau au sujet de l’affaire de Panama, il est le seul à se lever pour proclamer sa solidarité. Ils sortiront ensemble de l’hémicycle.
Battu aux élections législatives de 1893, il se tourne ensuite vers la diplomatie.

### Diplomate
Nommé ministre plénipotentiaire de France à Port-au-Prince (République d’Haïti) en 1894, il est envoyé en mission spéciale à Santo Domingo où il procéda au rétablissement des relations diplomatiques entre la France et la République dominicaine. Occupant les mêmes fonctions à Rio de Janeiro en 1895, il signa, après l'avoir négocié, le traité d'arbitrage pour la délimitation de la Guyane française le 10 avril 1897 (contesté franco-brésilien).
Cette même année, il fut envoyé extraordinaire et ministre plénipotentiaire à Pékin. Durant l'été 1900, alors qu'à l'instigation de l'impératrice Cixi éclate la révolte des Boxers, il alerte le corps expéditionnaire allié qui libère les légations des puissances occidentales, et prend part comme plénipotentiaire de la République aux négociations collectives des puissances occidentales avec la Chine (1900-1901). Adversaire résolu et acharné de l’expédition européenne contre les Boxers, Clemenceau discute la politique de son ami Pichon, et accuse surtout les missionnaires, qui à ses yeux profitent de cette guerre civile pour piller les biens chinois.

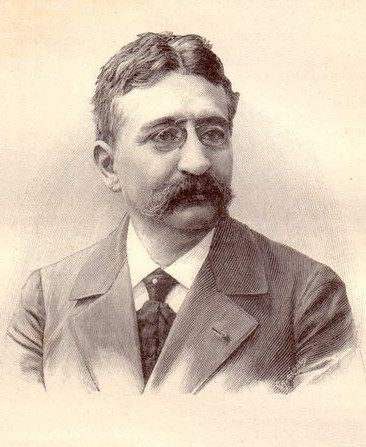
Portrait de Stephen Pichon, gravure de 1904.

Stephen Pichon fut ensuite nommé résident général de France en Tunisie le 19 mars 1901, poste qu'il occupa jusqu'en décembre 1906. Il assiste à ce titre à l’investiture du nouveau Bey de Tunis le 11 juin 1902, Hédi Bey, qui succède à son père Ali III Bey, et lui refuse en 1904 la révocation du grand vizir Mohammed Aziz Bouattour.
Pour faire face à l’arrivée de colons européens et au développement de la production agricole, le Protectorat français accélère alors l’extension des réseaux routier et ferré. Les efforts visant à réduire la pression fiscale sont également poursuivis (réduction de moitié du droit de caroube en 1902, et suppression de la dîme sur les huiles le 29 octobre 1904).
Au cours de l'hiver particulièrement rude de 1905-1906, Stephen Pichon doit notamment faire face à la première insurrection sérieuse depuis l’instauration du protectorat en 1881 (affaire de Thala-Kasserine), laquelle préfigure la montée du nationalisme et des revendications tendant à la mise en place de réformes en faveur des tunisiens (droit à l’instruction, à l’exercice de toutes les charges administratives et à la participation aux décisions gouvernementales par l’intermédiaire d’un conseil élu). Le village de Thala, situé dans une région montagneuse isolée, est coupé du monde par la neige pendant huit jours et une part importante du bétail meurt de froid.
La population, réduite à la famine et à la misère, suit alors la prédication enflammée d’un marabout algérien, Omar Ben Othman, et le 26 avril 1906, les émeutiers assassinent trois civils français dans la région de Kasserine avant d’être mis en déroute à Thala, où ils laissent une dizaine de morts. Trois des révoltés seront condamnés à mort, avant de voir leur peine commuée en travaux forcés à perpétuité, à la suite d'un recours en grâce, appuyé par Stephen Pichon, qui considère que la tribu a suffisamment été punie et qu’un retour au calme est nécessaire.
La carrière diplomatique de Stephen Pichon à l'étranger le tient éloigné des débats alors suscités en France par l'affaire Dreyfus (1894-1906).

### Sénateur et ministre des affaires étrangères

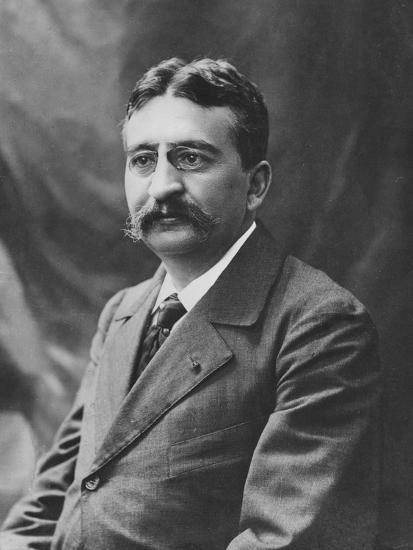
Portrait de Stephen Pichon en 1906 (par Eugène Pirou).

Stephen Pichon fait sa rentrée politique en 1906. Conseiller général du Jura, il succède à Jean-Baptiste Vuillod en étant élu sénateur en janvier 1906 et siège dans les rangs du groupe radical-socialiste. Clemenceau, devenu président du Conseil le 25 octobre 1906, cherche alors un diplomate expérimenté qui ait toute sa confiance et fait appel à lui pour diriger le Quai d'Orsay (en remplacement de Léon Bourgeois). On peut difficilement imaginer équipe plus brillante que celle du premier gouvernement de Clemenceau : presque toutes les illustrations de la Troisième République, alors à son apogée, y figuraient : Joseph Caillaux (qui remplace Raymond Poincaré aux Finances), Aristide Briand (à l'Instruction publique), Louis Barthou (aux Travaux publics), Gaston Doumergue (au Commerce), René Viviani (au Travail), Albert Sarraut (à l'Intérieur), Marie-Georges Picquart (nommé à la guerre pour marquer la fin de l’affaire Dreyfus).
Malgré la chute du gouvernement Clemenceau le 20 juillet 1909, il conservera son portefeuille dans les deux ministères Briand qui suivent jusqu'au 27 février 1911 (il fut pressenti pour succéder à Clemenceau par le président Armand Fallières qui finalement lui préféra Briand).
Dans un contexte de tensions internationales croissantes, Stephen Pichon doit à la fois faire face aux attaques des adversaires de la politique coloniale de la France, notamment celles de Jean Jaurès à la Chambre, et défendre les positions françaises à l'étranger qui se heurtent aux velléités des autres puissances européennes.
Après la crise de Tanger et la conférence d'Algésiras (janvier à avril 1906), le protectorat du Maroc revient au cœur du contentieux franco-allemand en septembre 1908, quand la police française arrête à Casablanca des déserteurs allemands de la Légion étrangère que les agents consulaires allemands tentaient de protéger. Alors que des menaces se font de part et d'autre, Stephen Pichon règle le différend par la conclusion le 9 février 1909 d'un accord économique prévoyant une association dans toutes les entreprises marocaines. Paris s'engage alors à accorder l'égalité de traitement aux ressortissants allemands au Maroc, tandis que Berlin reconnait la légitimité de la France à s'octroyer le maintien de l'ordre dans le pays. La vision politique de Stephen Pichon, partagée par Briand et Clemenceau, est de chercher la paix par la coopération économique.
Il est également à l'origine du décret du 24 septembre 1908 qui engage une timide réforme en Algérie, avec l'élection des conseillers généraux indigènes, jusque-là nommés par le gouverneur général, et propose un projet de loi relatif au chemin de fer colonial de Djibouti à Adis-Abeba (29 mars 1909). La démission de Briand de la présidence du Conseil le 27 février 1911, à la veille de la crise d'Agadir, interrompra sa carrière ministérielle pendant deux ans.

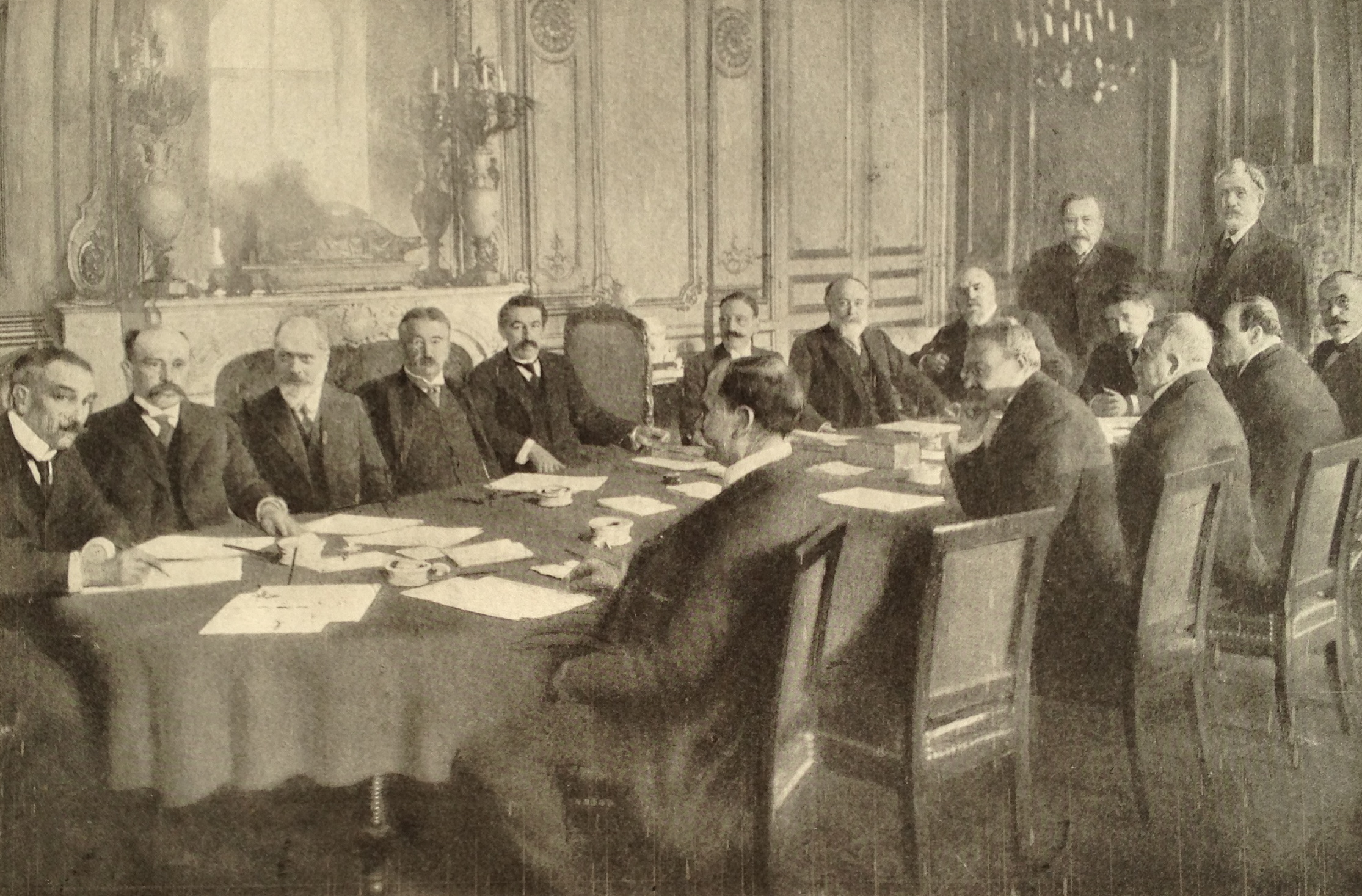
Ministère Aristide Briand en 1910. Stephen Pichon à gauche de Briand.
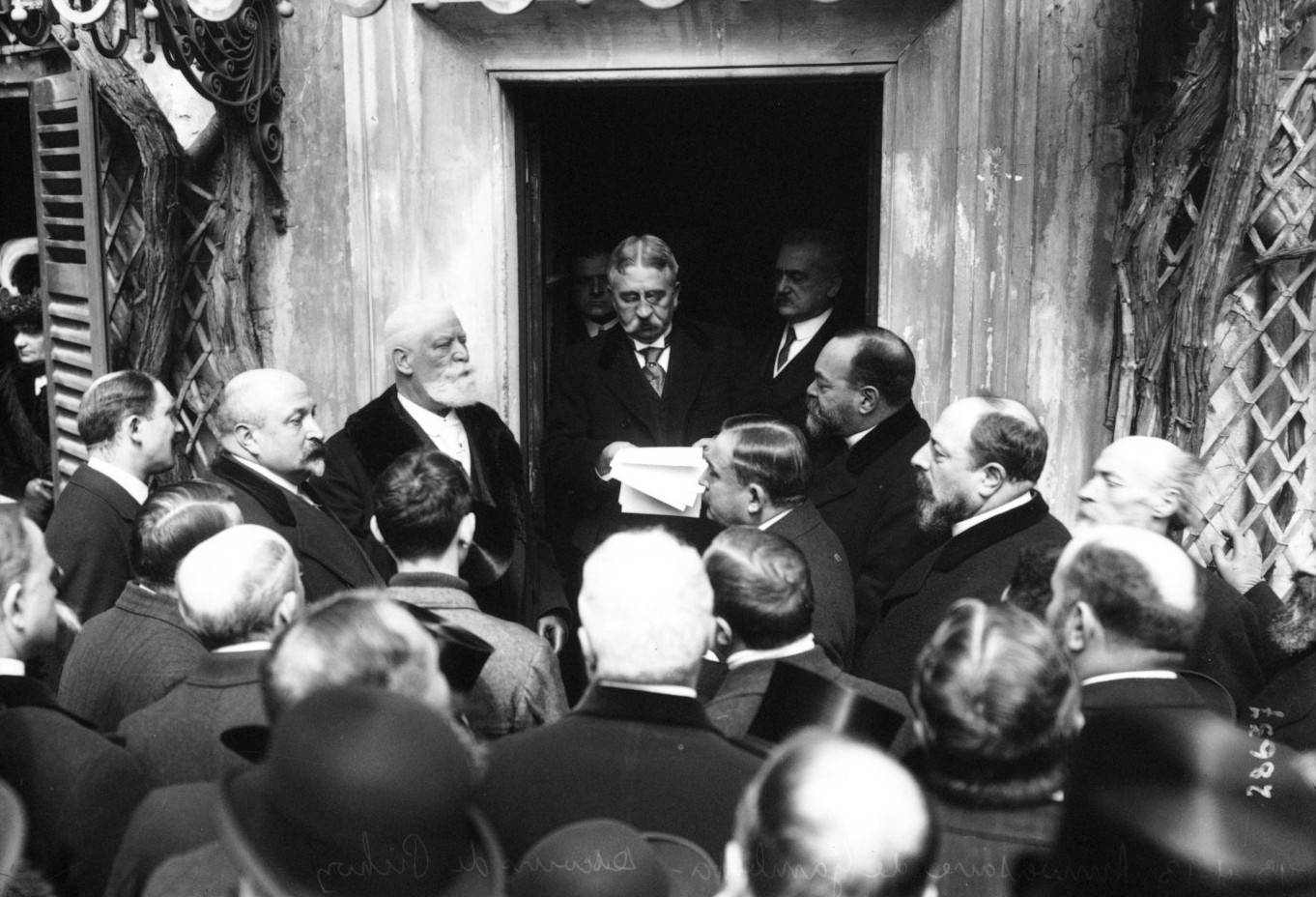
Discours de Stephen Pichon lors de l'anniversaire de la mort de Gambetta en 1913.
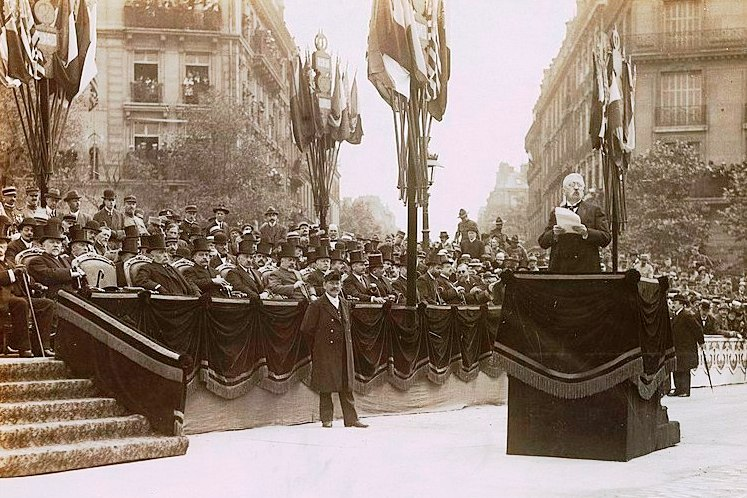
Discours de Stephen Pichon lors des célébrations du Jour de l'Indépendance des États-Unis le 4 juillet 1918.

Stephen Pichon reprend alors sa place au Sénat où il devient rapporteur du budget des Affaires étrangères, puis retrouve son portefeuille de ministre des Affaires étrangères dans le ministère Barthou du 22 mars 1913 au 2 décembre 1913. Une grande partie de l’action de Stephen Pichon a alors consisté à renforcer le système des alliances et des ententes afin d’accroitre la capacité de résistance de la France face à une agression allemande.
En décembre 1913, alors qu'il n'est plus au gouvernement, il rencontre Max Nordau, dirigeant sioniste. En 1918, redevenu ministre des Affaires étrangères, il affirme le soutien de la France à la déclaration Balfour et au mouvement sioniste.
Le 17 novembre 1917, aux heures les plus difficiles de la Première Guerre mondiale, Clemenceau fait de nouveau appel à lui pour diriger le Quai d'Orsay. À ce titre, il participe à la conférence de paix de Paris (janvier-juin 1919) et sera l'un des négociateurs du traité de Versailles signé le 28 juin 1919 dans la Galerie des Glaces du château de Versailles, bien que les membres de la délégation française se soient largement effacés devant Clemenceau. Le traité sera ratifié par la Chambre le 23 octobre 1919.

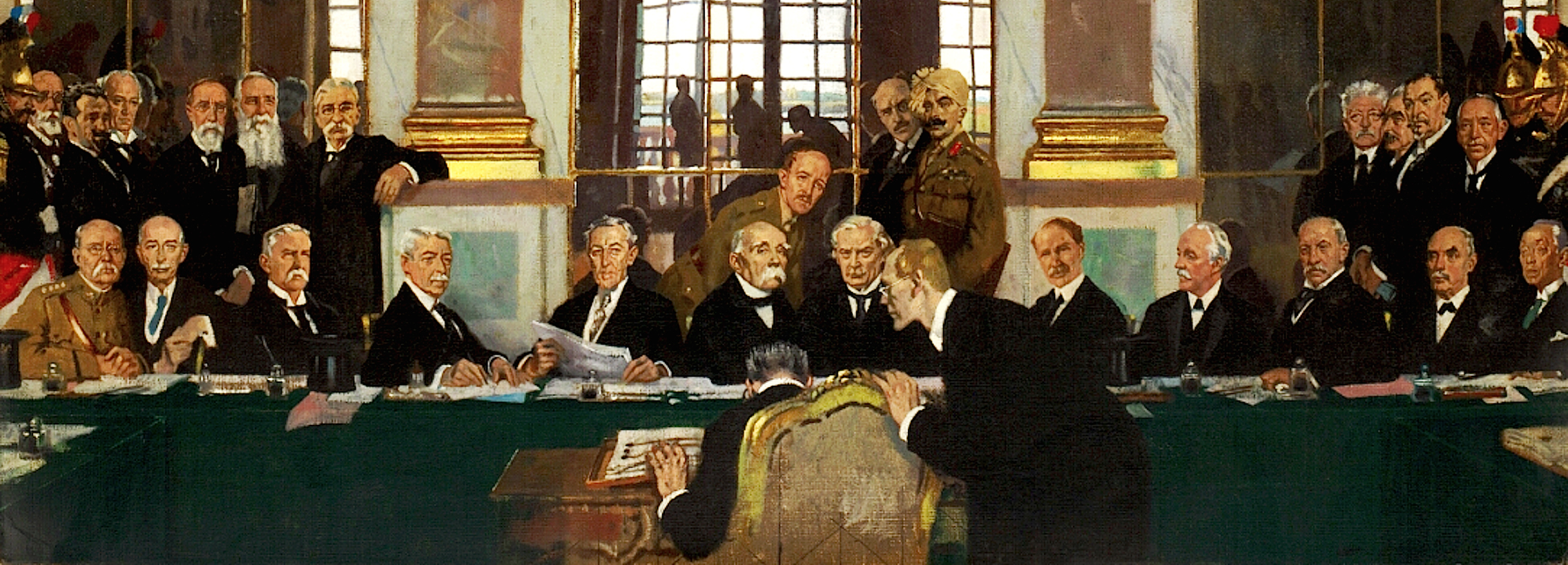
Signature du traité de Versailles dans la galerie des glaces (1919). Stephen Pichon au 2nd plan à gauche.

Aux législatives de novembre 1919, le nouveau mode de scrutin proportionnel donnant une forte prime à la majorité favorise les coalitions. La gauche divisée s'écroule face à la droite réunie au sein du Bloc national : c'est la chambre bleu horizon. Le 17 janvier 1920, Paul Deschanel est largement élu président de la République et Clemenceau présente la démission de son gouvernement au chef de l'État sortant, Raymond Poincaré.

### Fin de vie
Stephen Pichon se retire de la vie politique en 1924.
Il décède à Vers-en-Montagne (Jura), le 18 septembre 1933 à l'âge de 76 ans, et repose au Cimetière du Père-Lachaise (4e division, avenue Latérale du Nord,).

## Hommages et distinctions

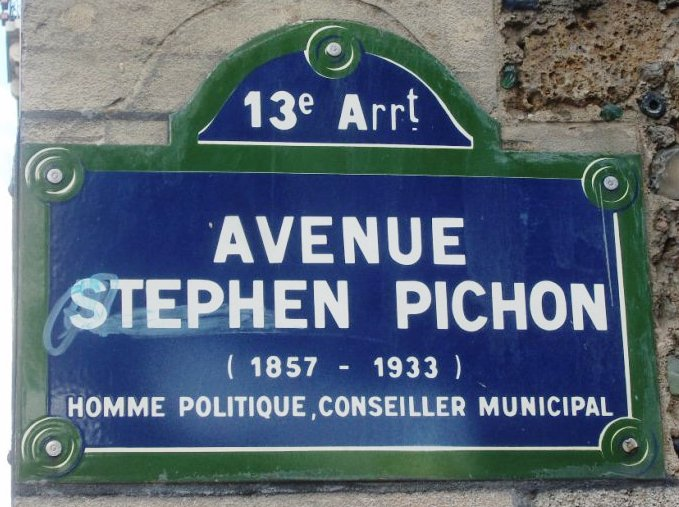
Plaque de l'avenue Stephen Pichon (Paris 13ème).

Stephen Pichon était commandeur de la Légion d'honneur et titulaire de nombreuses décorations étrangères.
- Commandeur de la Légion d'honneur le 14 août 1900[12].
- Officier de la Légion d'honneur le 8 avril 1898.
- Chevalier de la Légion d'honneur le 31 octobre 1895.

L'avenue Stéphen-Pichon située dans le 13e arrondissement de Paris, près de la place d'Italie, a été nommée en son honneur en 1934.
Un lycée à Bizerte en Tunisie porte son nom.

## Travaux et publications

### Ouvrages et articles
- Articles et chroniques parlementaires dans La Justice.Première de couverture de Dans la Bataille (1908).

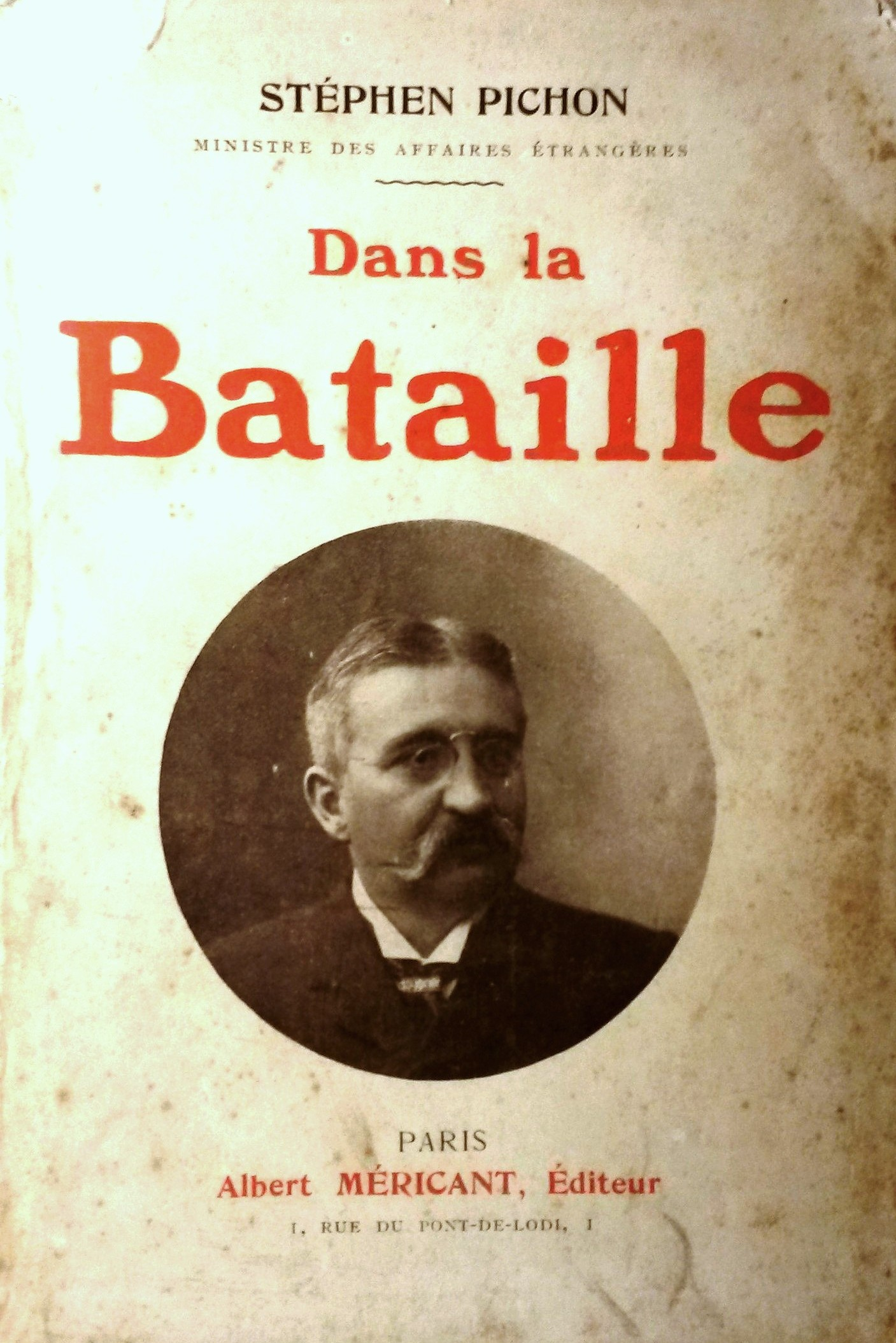
Première de couverture de Dans la Bataille (1908).

- Écrits de publiciste dans Le Petit Journal.
- La diplomatie de l’Église sous la IIIe République, édition Octave Doin, 1892, 78 pages.
- Rétablissement des relations diplomatiques entre la France et la République dominicaine, 1894.
- Traité d'arbitrage pour la délimitation de la Guyane française, 1897.
- Les derniers jours de Pékin, par Pierre Loti, précédé de La Ville en flammes, par Stephen Pichon, et la Défense de la légation de France, par Eugène Darcy, 1902.
- Dans la Bataille, recueil d'articles, études et discours, édition A. Méricant, Paris, 1908, 314 pages.
- Manuscrits et correspondances, manuscrits de la bibliothèque de l'Institut de France, et de la Bibliothèque nationale de France (données Gallica).

### Préfaces
- Les Jungles Moï : Exploration et histoire des hinterlands Moï du Cambodge, de la Cochinchine, de l'Annam et du bas Laos (Indochine Sud-Centrale), par Henri Maitre, préface de Stephen Pichon, Paris, Larose, 1912 (consultable sur Gallica).
- La République chinoise, par Albert Maybon, préface de Stephen Pichon, Paris, A. Colin, 1914 (consultable sur Gallica).
- La Guerre et les Neutres, par René Moulin, préface de Stephen Pichon, Paris, Plan-Nourrit et Cie, 1915, 2 volumes, 375 et 398 p.
- La Turquie et la Guerre, par Joseph Aulneau, préface de Stephen Pichon, Paris, 1915 (consultable sur Gallica).
- La Guerre en 1917 : les crimes allemands dans la Picardie dévastée, par Maurice Thiéry, préface de Stephen Pichon, 1918 (consultable sur Gallica).
- History of zionism : 1600-1918, par Nahum Sokolow, introduction de Arthur Balfour, préface de Stephen Pichon, vol. 1 et 2, Londres, Longmans, 1919 (lire en ligne : volume 1 et volume 2).
- Exterritorialité et Intérêts étrangers en Chine, par Georges Soulié de Morant, préface de Stephen Pichon, Paris, 1925.
- César Battisti et la fin de l'Autriche, par Jane Hazon de Saint-Firmin, préfaces de M. Stephen Pichon et de Mme Ernesta Battisti, Paris, 1927.

## Galerie de photos

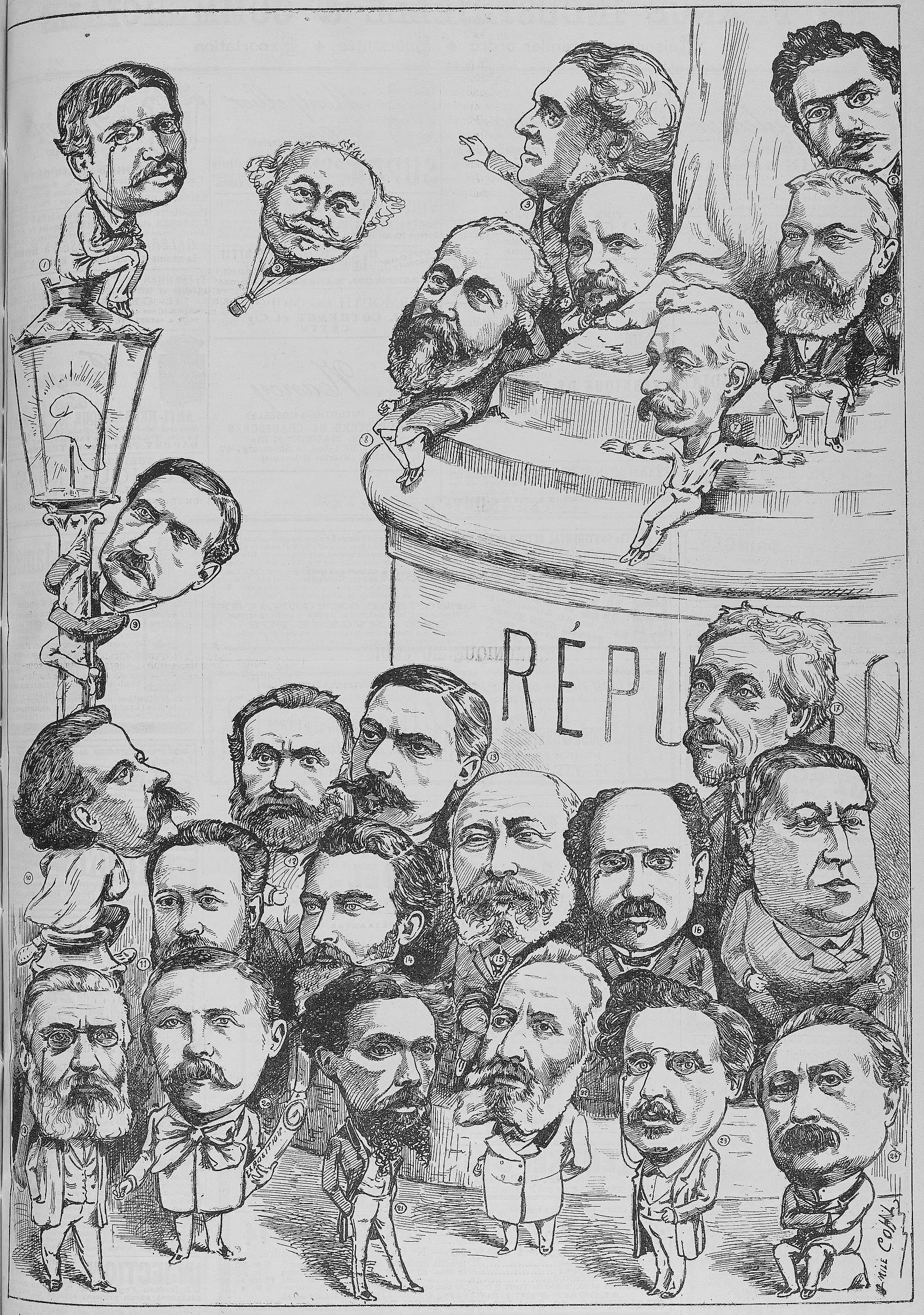
Députés républicains de la Seine (Le Charivari, 1889).
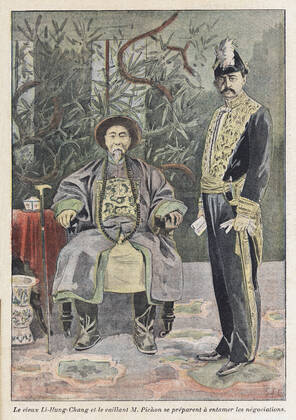
Tractations avec le général chinois Li Hongzhang (Le Pèlerin, 1900).
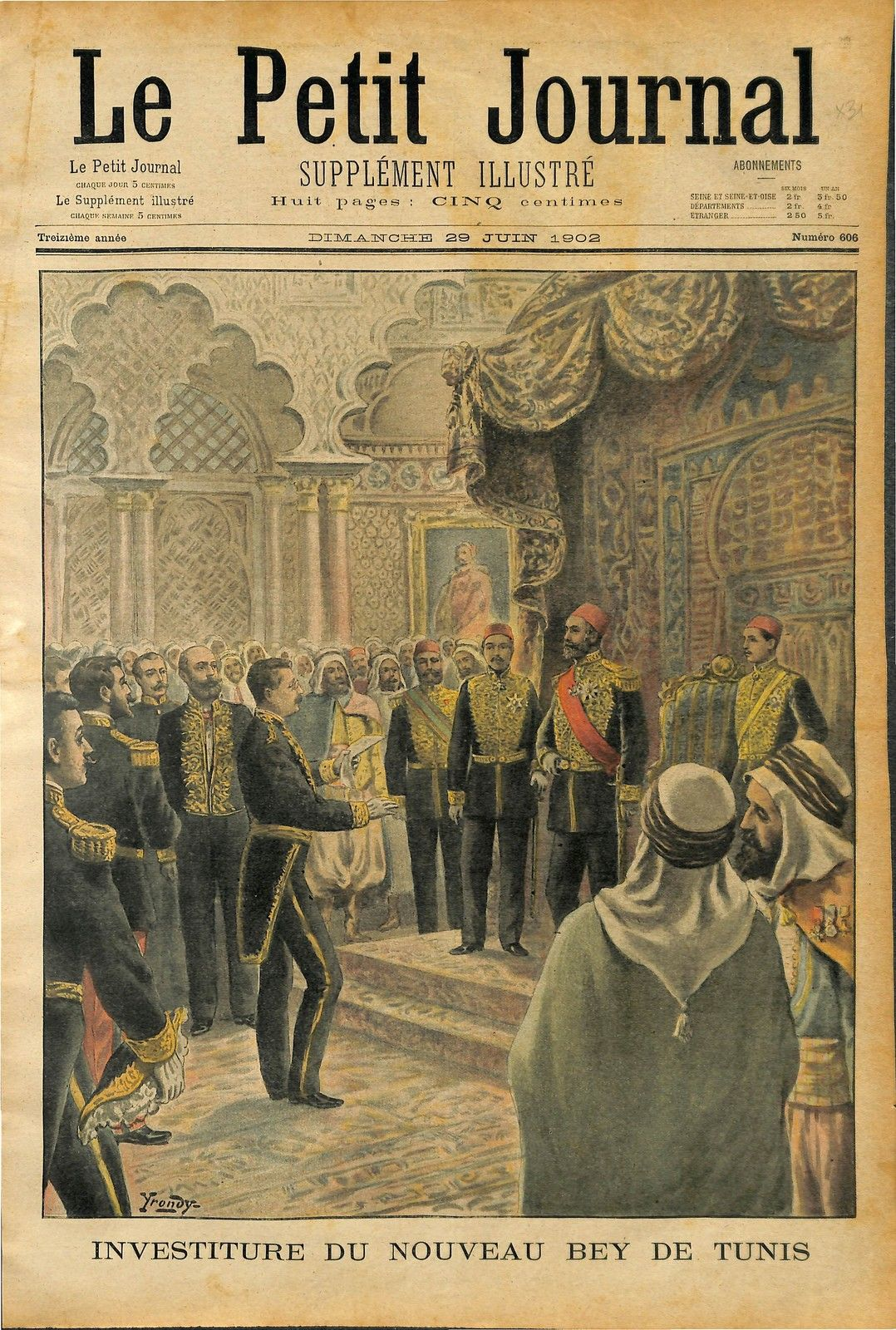
Investiture du Bey de Tunis (Le Petit Journal, 1902).
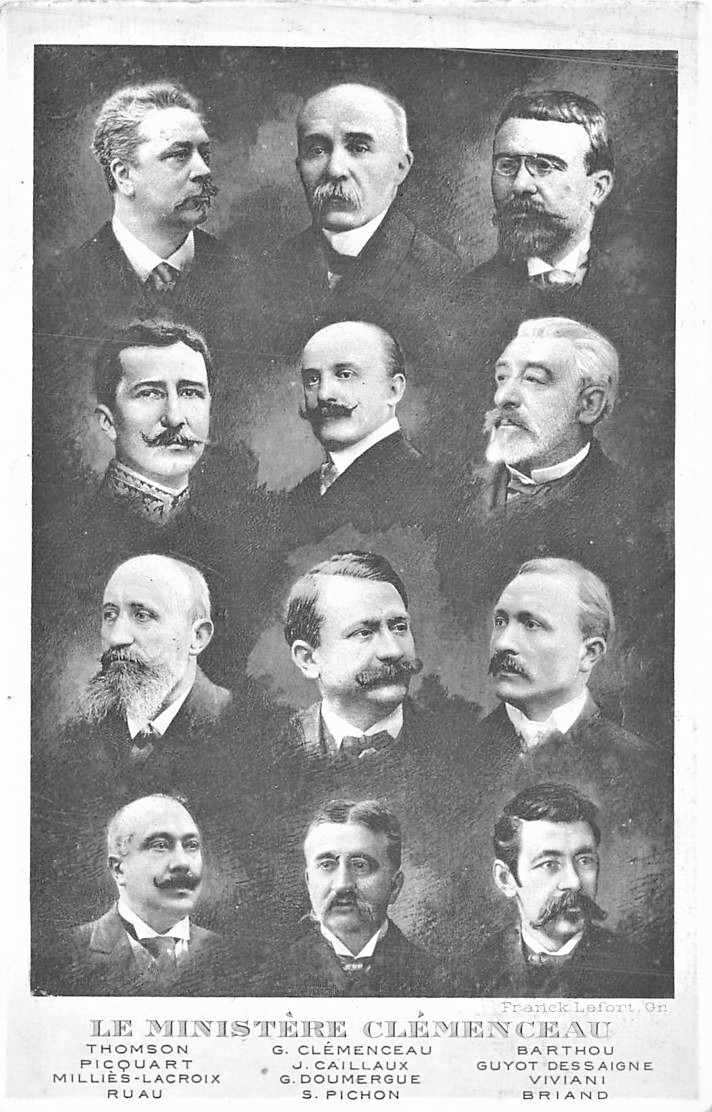
Premier gouvernement Clemenceau en 1906.
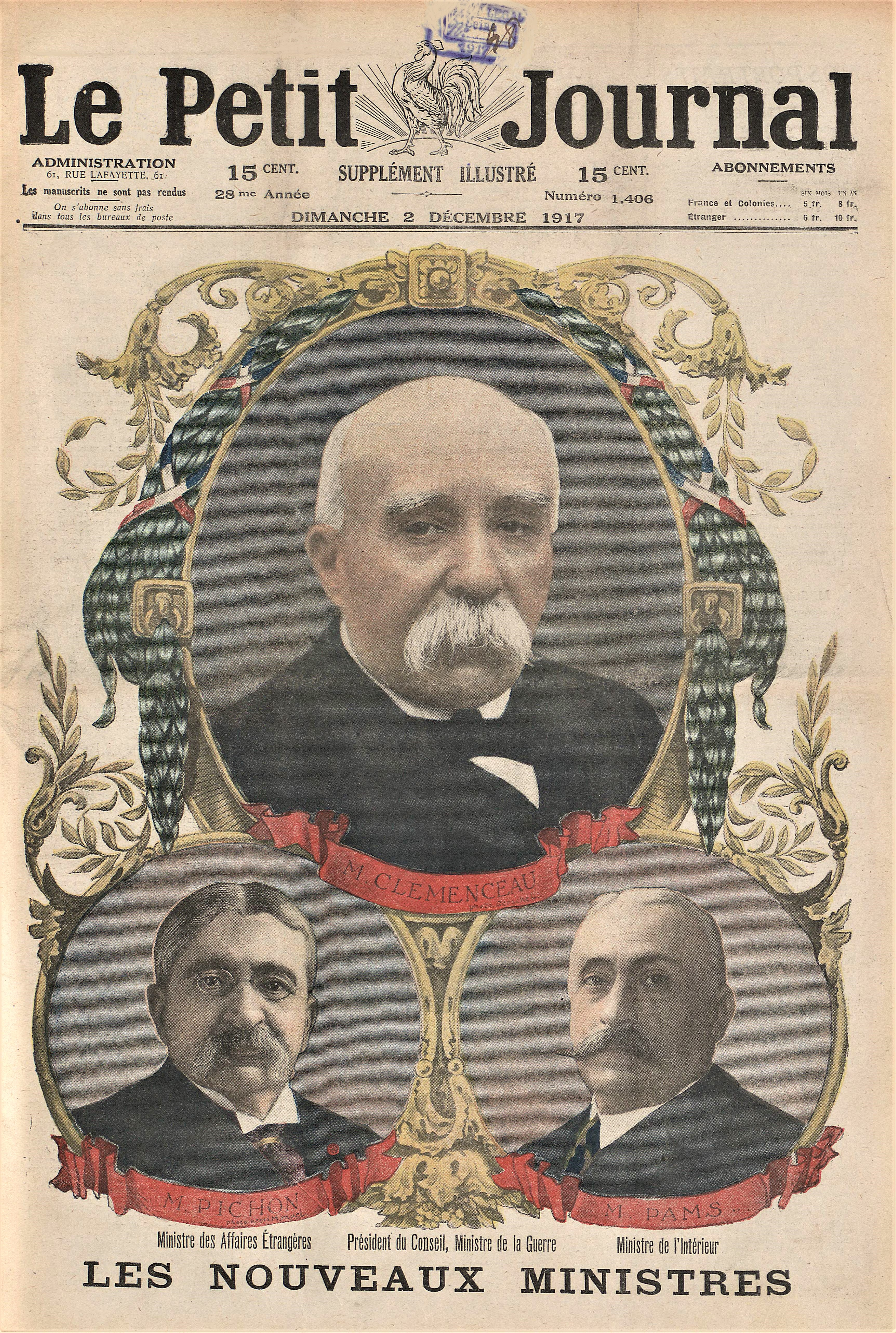
Second gouvernement Clemenceau en 1917 (Le Petit Journal).
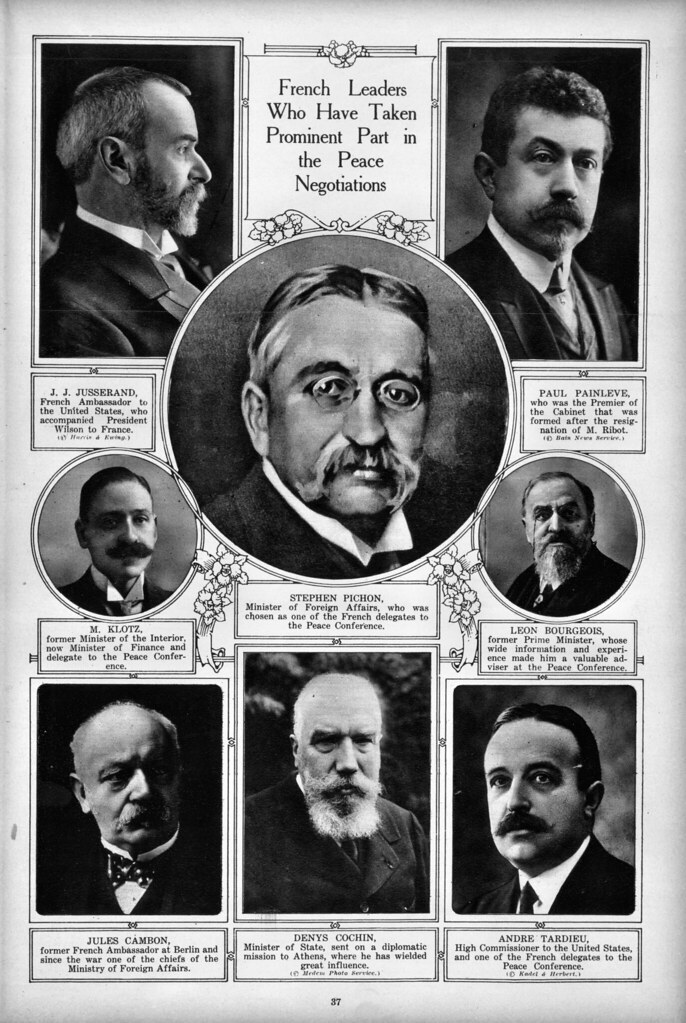
Négociateurs français du traité de Versailles en 1919.
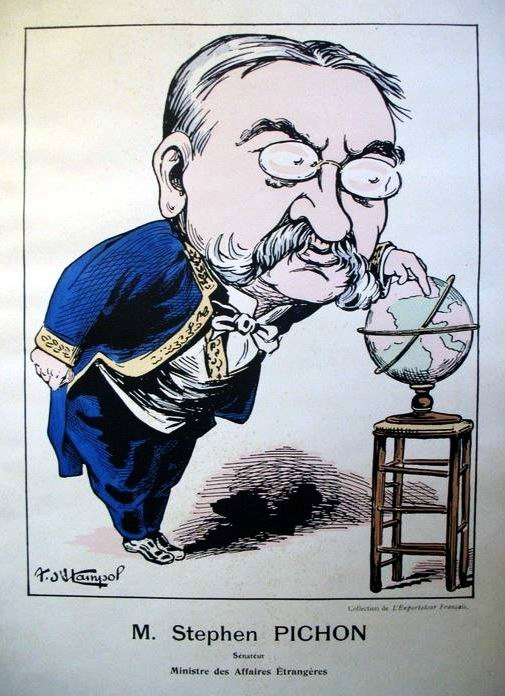
Caricature de André d'Hampol en 1919.
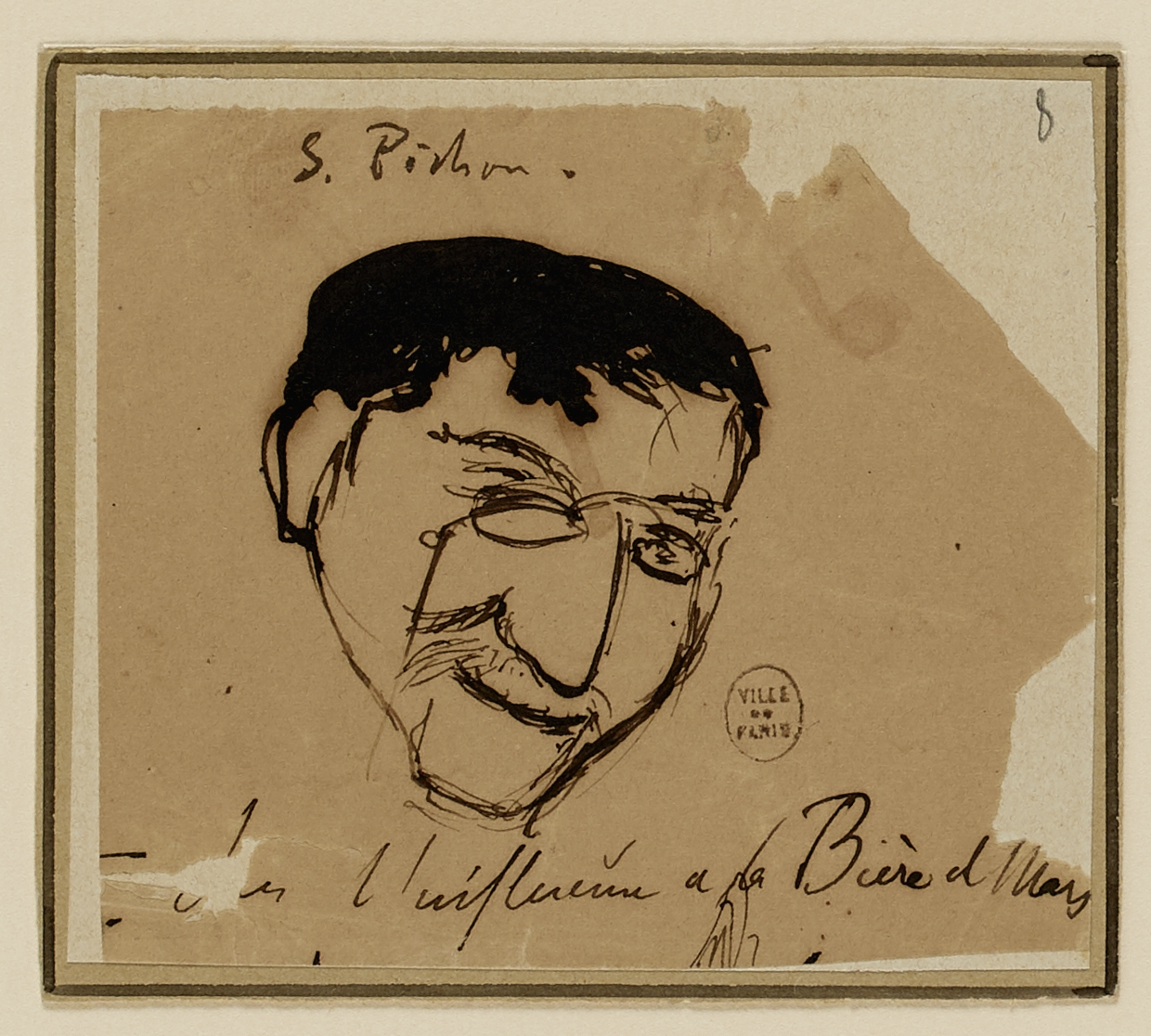
Charge de Stephen Pichon (par Antonin Proust)
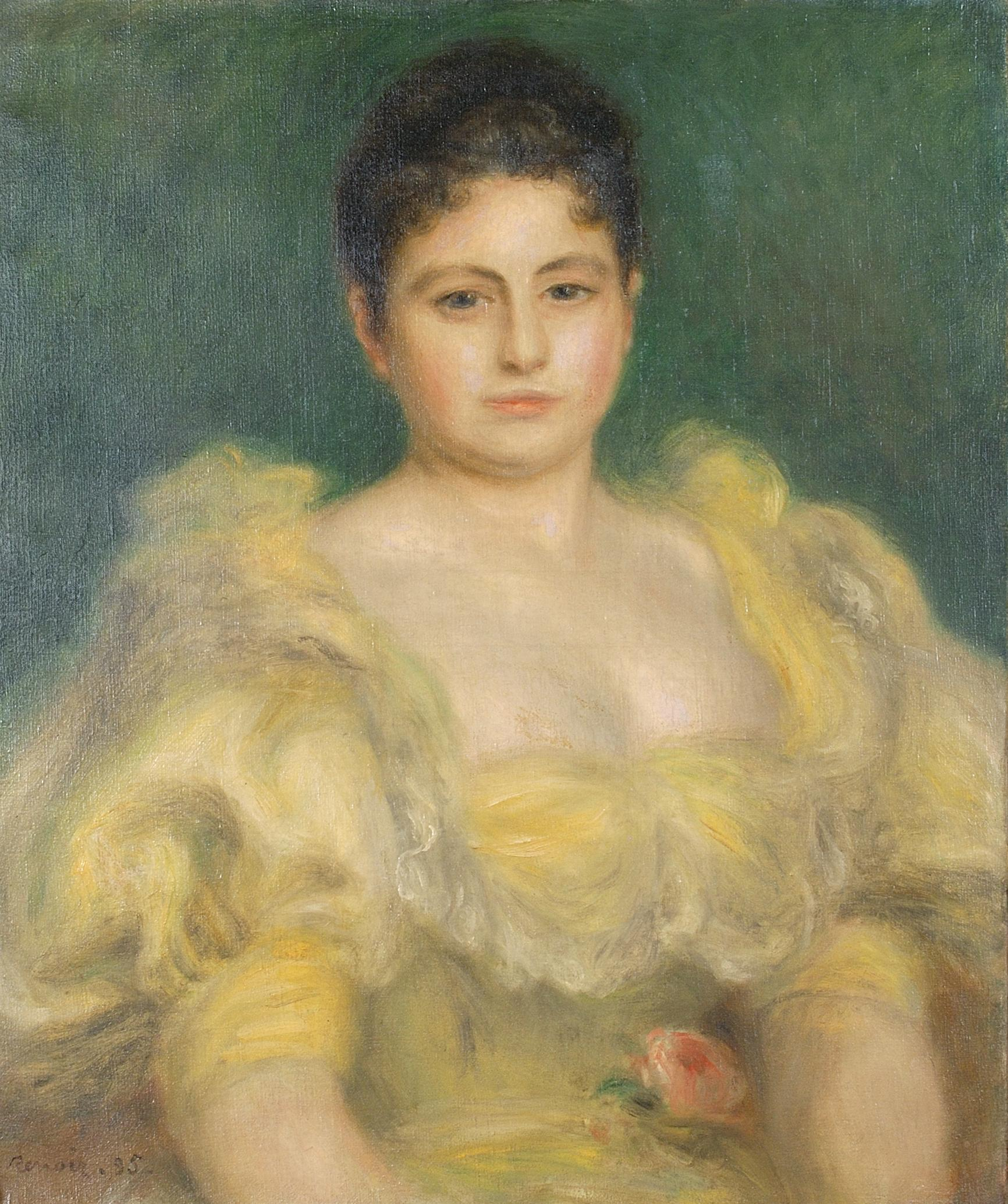
Portrait de Madame Stephen Pichon en 1895 (par Auguste Renoir).
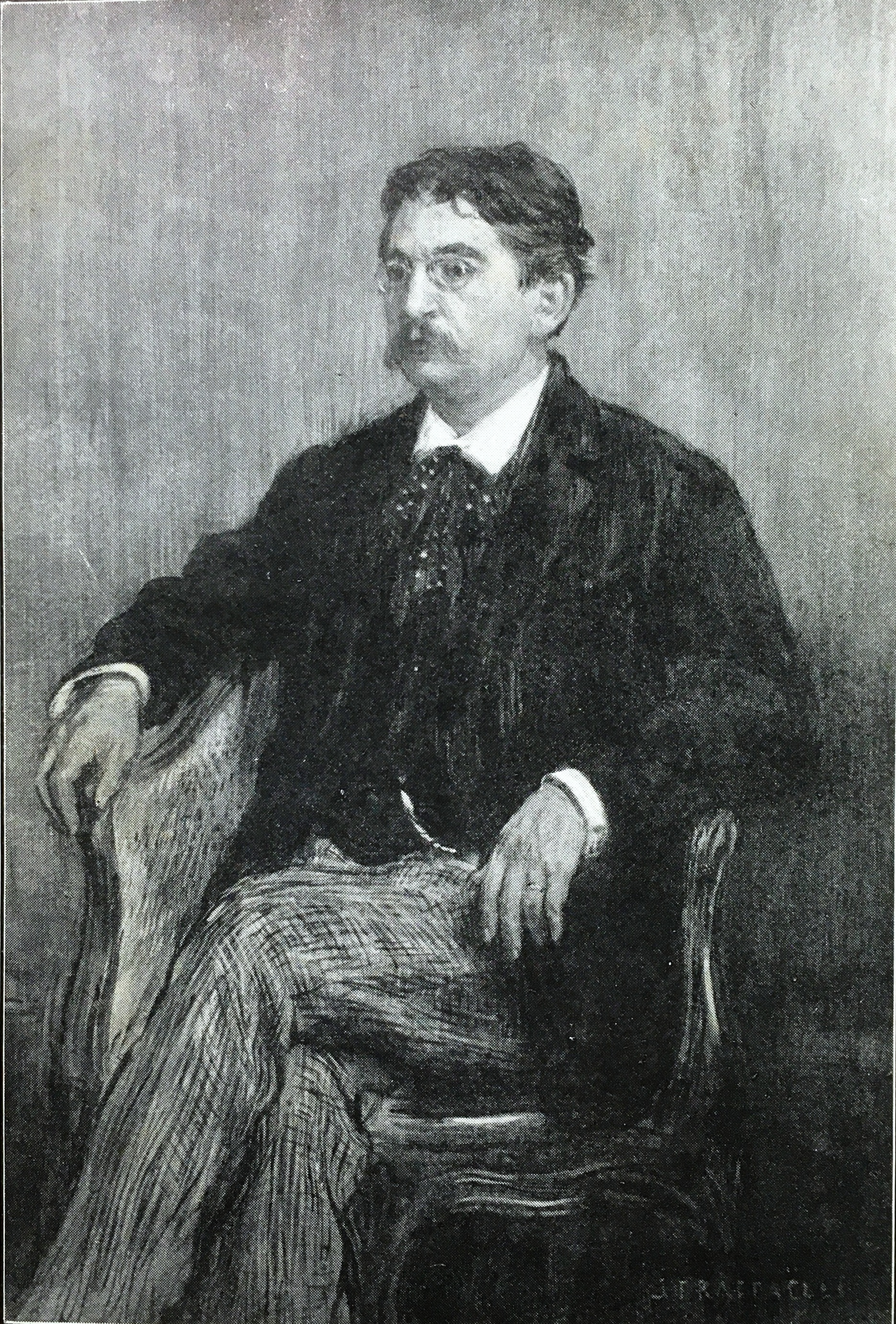
Portrait de Stephen Pichon (par Jean-François Raffaëlli)
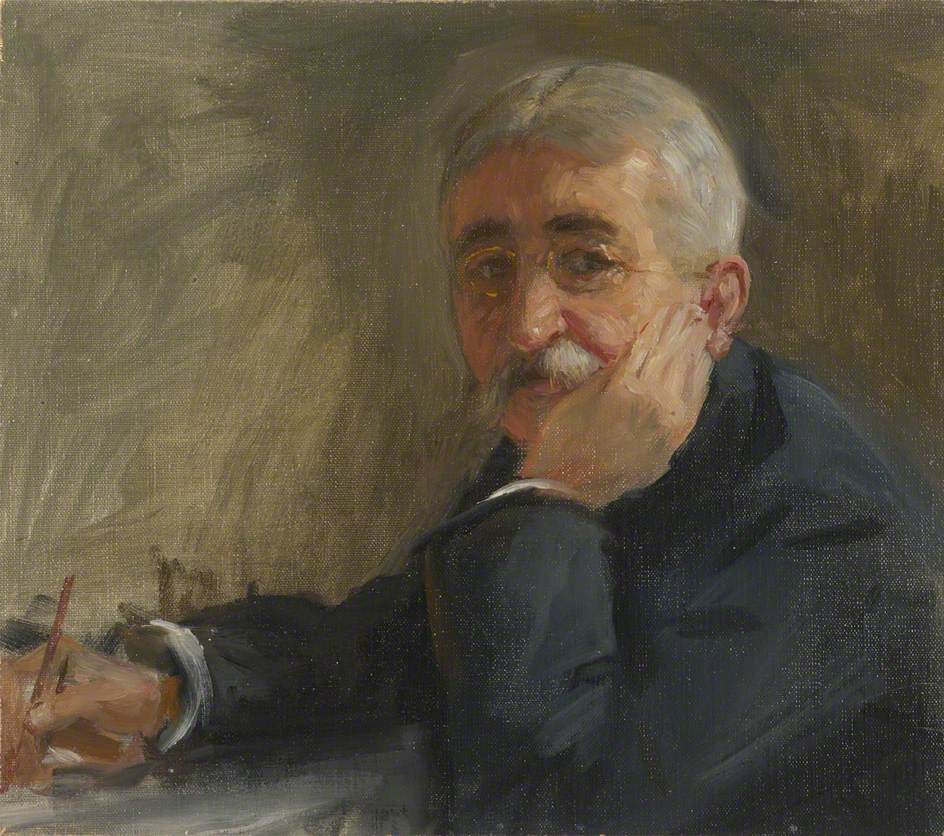
Portrait de Stephen Pichon en 1918 (par Herbet Arnould Olivier).
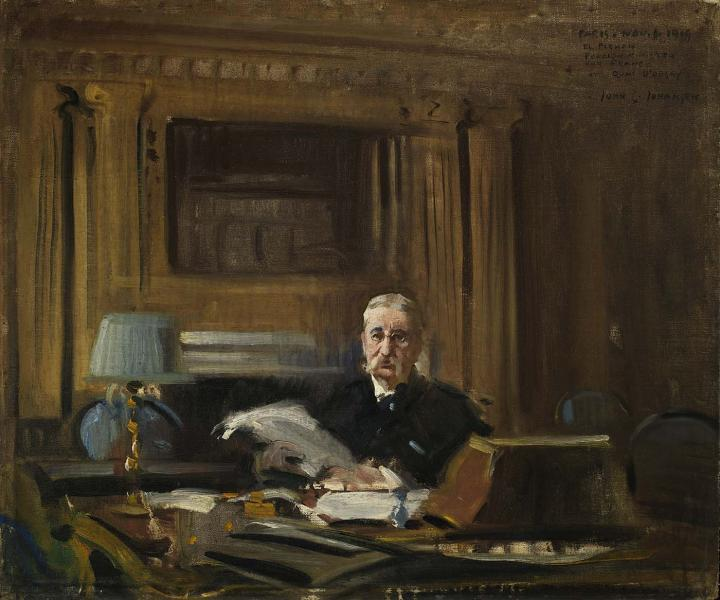
Portrait de Stephen Pichon en 1919 (par John Johansen).
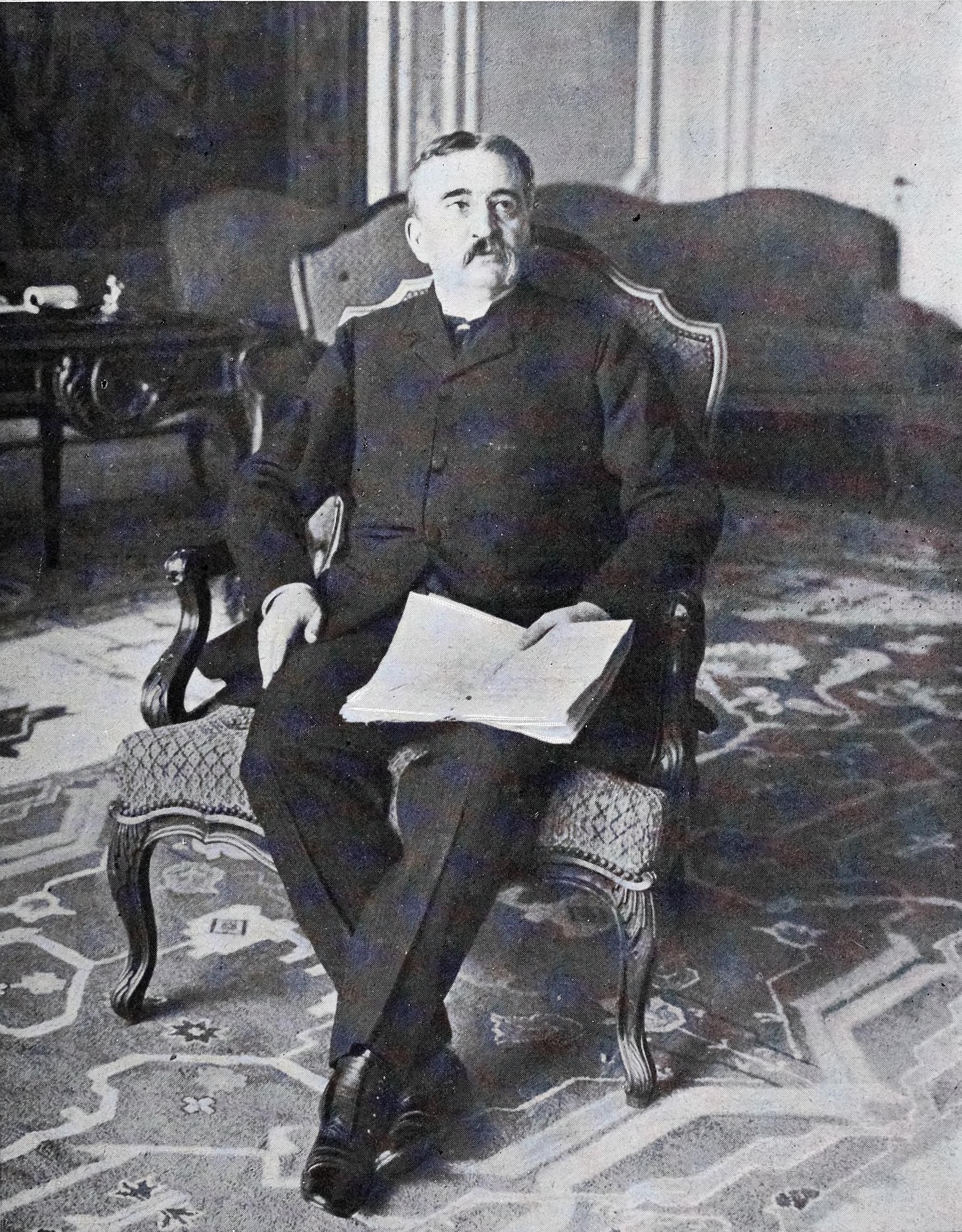
Stephen Pichon, lors d'une visite en Espagne en 1908.
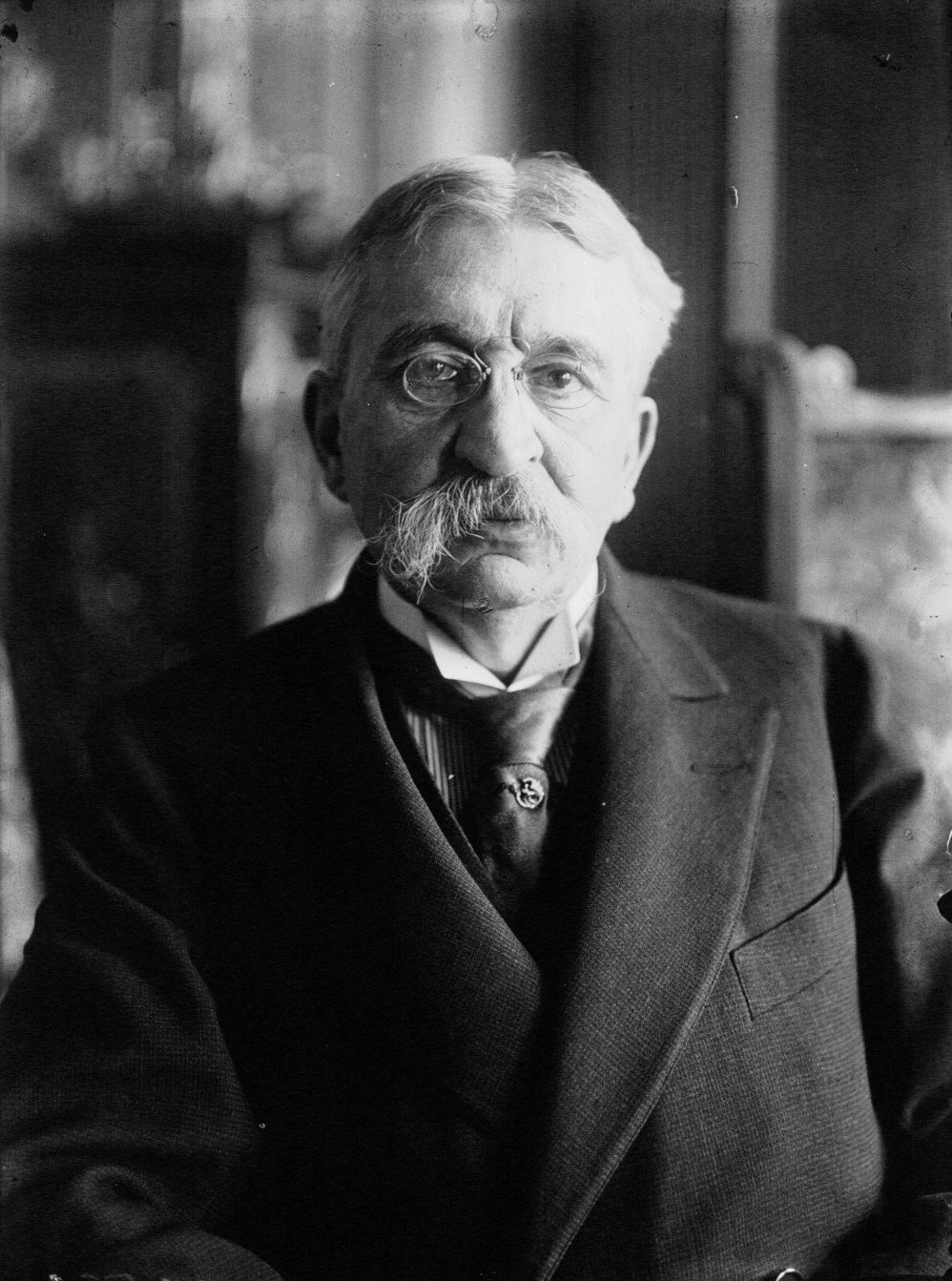
Stephen Pichon, ministre des Affaires étrangères en 1918.
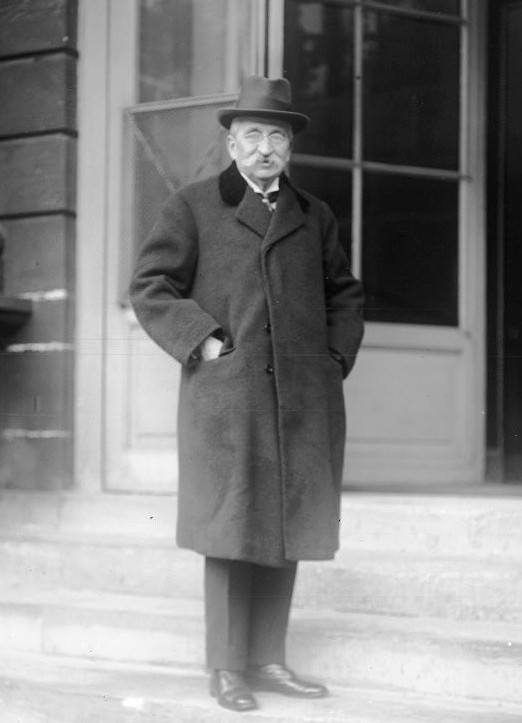
Stephen Pichon dans la cour d'honneur du Sénat en 1920.